# Первомайский тормозной завод

Первомайский тормозно́й заво́д (АО «Транспневматика») — предприятие выпускающее продукцию для железнодорожного транспорта, расположенное в городе Первомайск Нижегородской области.

## История завода
Завод создан в 1853 году А. Н. Карамзиным под названием «Ташин». Первоначально завод имел металлургический профиль. С 1918 года называется Ташинский чугуноплавильный завод и входит в объединение машиностроительных заводов Сормово-Коломна. С 1922 года переименован в Первомайский чугуноплавильный завод и в то же время начинается освоение выпуска тормозного оборудования. Название Первомайский тормозной завод с 1939 года.
В годы Великой Отечественной войны завод выпускал военную продукцию.
В 1973 году входит в состав производственного объединения по производству тормозного оборудования (ОПТО) «Трансмаш». С 1975 года название Первомайский завод машин и приборов для железнодорожного транспорта. 

## Выпускаемая продукция
За годы своего существования завод производил чугунное литье (в том числе и для нужд паровозостроения), компаунд-насосы и тандем-насосы для паровозов, тормозные компрессоры.
В настоящее время выпускает 20 наименований компрессоров и более 80 видов тормозного оборудования. Основным направлением деятельности является разработка и изготовление продукции для железных дорог, метрополитена и городского транспорта. Номенклатура выпускаемой продукции включает цилиндры тормозные, компрессоры, рукава соединительные, авторегуляторы, авторежимы, гидродемпферы, колодки тормозные.